# Rajd Argentyny 1988

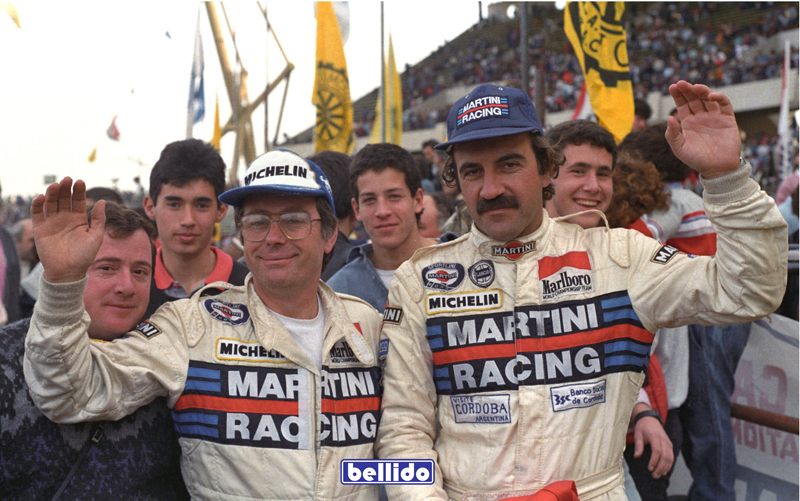
Jorge Del Buono i Jorge Recalde podczas rajdu

Rajd Argentyny 1988 (8. Marlboro Rally of Argentina) – 8 Rajd Argentyny, rozgrywany w Argentynie w dniach 2-6 sierpnia. Była to dziewiąta runda Rajdowych Mistrzostw Świata w roku 1988. Rajd został rozegrany na szutrze.

## Zwycięzcy odcinków specjalnych[1]
| Etap | Data       | OS | Godzina | Nazwa                                         | Długość  | Zwycięzca      | Czas  | Śred. pręd  | Lider rajdu    |
| ---- | ---------- | -- | ------- | --------------------------------------------- | -------- | -------------- | ----- | ----------- | -------------- |
| 1    | 2 sierpnia | 1  | b.d.    | Hipodromo                                     | 3,07 km  | Franz Wittmann | 2:40  | 69,08 km/h  | Franz Wittmann |
| 1    | 3 sierpnia | 2  | b.d.    | Villa Icho Cruz – Cavalango                   | 14,83 km | Jorge Recalde  | 13:17 | 66,99 km/h  | Jorge Recalde  |
| 1    | 3 sierpnia | 3  | b.d.    | Tanti – Cosquin                               | 21,04 km | Jorge Recalde  | 11:34 | 109,14 km/h | Jorge Recalde  |
| 1    | 3 sierpnia | 4  | b.d.    | Cerro Pan de Azucar – Va Allende              | 19,49 km | Miki Biasion   | 14:46 | 79,19 km/h  | Jorge Recalde  |
| 1    | 3 sierpnia | 5  | b.d.    | Salsipuedas – La Falda                        | 24,85 km | Miki Biasion   | 19:45 | 75,49 km/h  | Jorge Recalde  |
|      |            |    |         |                                               |          |                |       |             | Jorge Recalde  |
| 2    | 4 sierpnia | 6  | b.d.    | Los Mataderos – Cuchilla Nevada               | 21,37 km | Miki Biasion   | 12:43 | 100,83 km/h | Jorge Recalde  |
| 2    | 4 sierpnia | 7  | b.d.    | Taninga                                       | 26,06 km | Jorge Recalde  | 17:31 | 89,26 km/h  | Jorge Recalde  |
| 2    | 4 sierpnia | 8  | b.d.    | Chamico – Ambul                               | 23,73 km | Miki Biasion   | 19:50 | 71,79 km/h  | Jorge Recalde  |
| 2    | 4 sierpnia | 9  | b.d.    | Ambul – Las Maravillas                        | 25,46 km | Miki Biasion   | 14:04 | 108,60 km/h | Jorge Recalde  |
| 2    | 4 sierpnia | 10 | b.d.    | Villa las Rosas – Pueblito                    | 13,32 km | Miki Biasion   | 9:33  | 83,69 km/h  | Jorge Recalde  |
| 2    | 4 sierpnia | 11 | b.d.    | Cuesta de la Gruta – Cienaga de Allende       | 23,77 km | Jorge Recalde  | 13:12 | 108,05 km/h | Jorge Recalde  |
| 2    | 4 sierpnia | 12 | b.d.    | Mina Clavero – Guilio Cesare                  | 22,36 km | Jorge Recalde  | 19:38 | 68,03 km/h  | Jorge Recalde  |
| 2    | 4 sierpnia | 13 | b.d.    | El Condor – Bifurcacion Ruta                  | 29,56 km | Jorge Recalde  | 21:44 | 81,63 km/h  | Jorge Recalde  |
|      |            |    |         |                                               |          |                |       |             | Jorge Recalde  |
| 3    | 5 sierpnia | 14 | b.d.    | El Manzano – Bifurcacion la Cumbre            | 24,79 km | Miki Biasion   | 23:55 | 62,19 km/h  | Jorge Recalde  |
| 3    | 5 sierpnia | 15 | b.d.    | Bifurcacion la Cumbre – Ascochinga            | 24,42 km | Jorge Recalde  | 17:32 | 83,57 km/h  | Jorge Recalde  |
| 3    | 5 sierpnia | 16 | b.d.    | Estancia el Alamo – Ascochinga                | 18,17 km | Miki Biasion   | 9:45  | 111,82 km/h | Miki Biasion   |
| 3    | 5 sierpnia | 17 | b.d.    | Ascochinga – San Pellegrino                   | 24,54 km | Miki Biasion   | 19:10 | 76,82 km/h  | Miki Biasion   |
| 3    | 5 sierpnia | 18 | b.d.    | Estancia Alto Ongamira – Charbonier           | 24,80 km | Miki Biasion   | 15:39 | 95,08 km/h  | Miki Biasion   |
| 3    | 5 sierpnia | 19 | b.d.    | Capilla del Monte – San Marcos Sierra         | 20,35 km | Miki Biasion   | 16:10 | 75,53 km/h  | Miki Biasion   |
| 3    | 5 sierpnia | 20 | b.d.    | Estancia la Fronda – La Cumbre                | 20,07 km | Miki Biasion   | 19:30 | 61,75 km/h  | Miki Biasion   |
| 3    | 5 sierpnia | 21 | b.d.    | Cosquin                                       | 2,00 km  | Jorge Recalde  | 1:33  | 77,42 km/h  | Miki Biasion   |
| 3    | 5 sierpnia | 22 | b.d.    | Cerra Pan de Azucar – Villa Allende           | 19,49 km | Jorge Recalde  | 15:17 | 76,51 km/h  | Jorge Recalde  |
|      |            |    |         |                                               |          |                |       |             | Jorge Recalde  |
| 4    | 6 sierpnia | 23 | b.d.    | José de la Quintana – Villa Ciudad de America | 11,23 km | Jorge Recalde  | 8:55  | 75,57 km/h  | Jorge Recalde  |
| 4    | 6 sierpnia | 24 | b.d.    | Santa Rosa de Calamuchita – San Agustin       | 25,53 km | Jorge Recalde  | 17:36 | 87,03 km/h  | Jorge Recalde  |
| 4    | 6 sierpnia | 25 | b.d.    | Las Bajadas – Villa del Dique                 | 19,71 km | Jorge Recalde  | 11:57 | 98,96 km/h  | Jorge Recalde  |
| 4    | 6 sierpnia | 26 | b.d.    | Amboy – Yacanto de Calamuchita                | 24,22 km | Miki Biasion   | 15:11 | 95,71 km/h  | Jorge Recalde  |
| 4    | 6 sierpnia | 27 | b.d.    | Alum Pampa – Santa Monica                     | 17,68 km | Miki Biasion   | 12:04 | 87,91 km/h  | Jorge Recalde  |
| 4    | 6 sierpnia | 28 | b.d.    | Potrero de Garay – San José                   | 24,03 km | Miki Biasion   | 15:32 | 92,82 km/h  | Jorge Recalde  |
| 4    | 6 sierpnia | 29 | b.d.    | Bosque Alegre – Falda del Carmen              | 13,75 km | Miki Biasion   | 9:32  | 86,54 km/h  | Jorge Recalde  |

| Zwycięzcy OS-ów | Zwycięzcy OS-ów |
| Kierowca        | Ilość           |
| --------------- | --------------- |
| Miki Biasion    | 15              |
| Jorge Recalde   | 13              |
| Franz Wittmann  | 1               |

## Wyniki końcowe rajdu[2]
| Msc.                   | Kierowca               | Pilot                  | Samochód               | Czas                   | Strata                 | Grupa                  | Punkty                 |
| Klasyfikacja generalna | Klasyfikacja generalna | Klasyfikacja generalna | Klasyfikacja generalna | Klasyfikacja generalna | Klasyfikacja generalna | Klasyfikacja generalna | Klasyfikacja generalna |
| ---------------------- | ---------------------- | ---------------------- | ---------------------- | ---------------------- | ---------------------- | ---------------------- | ---------------------- |
| 1                      | Jorge Recalde          | Jorge del Buono        | Lancia Delta Integrale | 7:05.16                | 0.0                    | A8                     | 20                     |
| 2.                     | Miki Biasion           | Tiziano Siviero        | Lancia Delta Integrale | 7:08.51                | +3.35                  | A8                     | 15                     |
| 3.                     | Franz Wittmann         | Jörg Pattermann        | Lancia Delta Integrale | 7:34.13                | +28.57                 | A8                     | 12                     |
| 4.                     | Rudi Stohl             | Ernst Röhringer        | Audi 90 Quattro        | 7:51.39                | +46.23                 | A8                     | 10                     |
| 5.                     | José Celsi             | Elvio Olave            | Subaru RX Turbo        | 8:10.57                | +1:05.41               | A8                     | 8                      |
| 6.                     | Juan María Traverso    | Rubén Valentini        | Renault 18 GTX         | 8:27.33                | +1:22.17               | A7                     | 6                      |
| 7.                     | Marcelo Raies          | Sigfrido Schroeder     | Renault 18 GTX         | 8:30.12                | +1:24.56               | A7                     | 4                      |
| 8.                     | Claudio Israel         | Manuel Jaurena         | Toyota Corolla GT      | 8:35.24                | +1:30.08               | A6                     | 3                      |
| 9.                     | José Luis Grasso       | José Volta             | Fiat Regata 85         | 8:37.26                | +1:32.10               | A7                     | 2                      |
| 10.                    | Norberto Gianre        | Geronimo Giaccone      | Fiat 147               | 8:40.42                | +1:35.26               | B10                    | 1                      |

## Klasyfikacja po 9 rundach
Tabele przedstawiają tylko pięć pierwszych miejsc.

### Kierowcy
| Lp. | Kierowca      | Pkt |
| --- | ------------- | --- |
| 1   | Miki Biasion  | 95  |
| 2   | Alex Fiorio   | 60  |
| 3   | Markku Alén   | 36  |
| 4   | Bruno Saby    | 32  |
| 5   | Jorge Recalde | 27  |

### Producenci
| Lp. | Producent | Pkt |
| --- | --------- | --- |
| 1   | Lancia    | 140 |
| 2   | Audi      | 61  |
| 3   | Ford      | 47  |
| 4   | Mazda     | 37  |
| 5   | Renault   | 32  |